# 18. Sinfonie (Mozart)
Die Sinfonie F-Dur Köchelverzeichnis 130 komponierte Wolfgang Amadeus Mozart im Mai 1772. Nach der Alten Mozart-Ausgabe trägt die Sinfonie die Nummer 18.

## Allgemeines

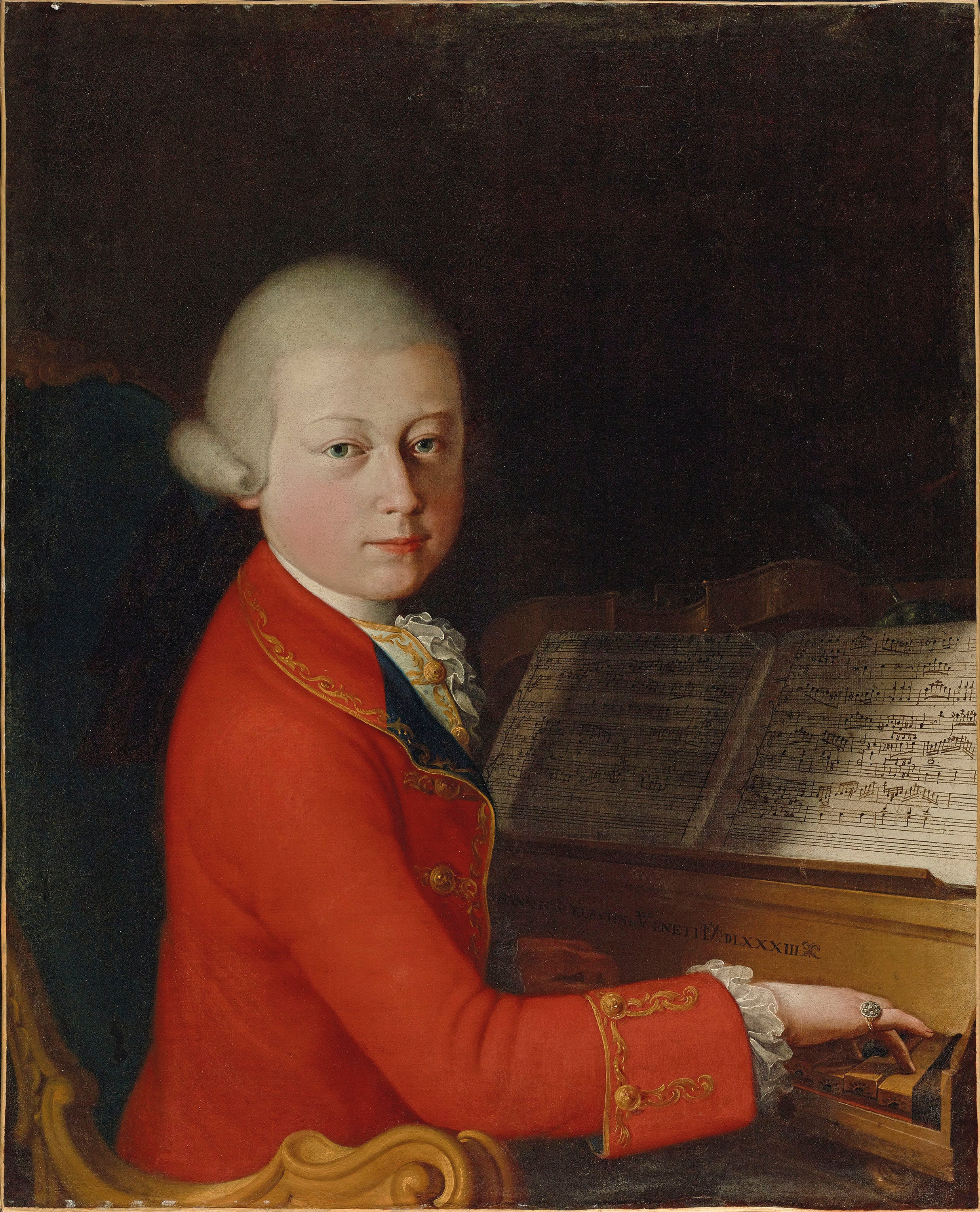
Gemälde Mozarts von Saverio dalla Rosa, Januar 1770

Nach der Sinfonie Köchelverzeichnis (KV) 124 vom Februar 1772 entstanden von Mai bis August sechs weitere Sinfonien (KV 130 im Mai 1772): KV 128–130 und KV 132–134. Es war das erste Mal, dass bei Mozart eine derartige Konzentration der Sinfonieproduktion auftrat. Auffällig ist, dass die sechs Werke in verschiedenen Tonarten stehen. Möglicherweise steht dies damit in Zusammenhang, dass Mozart bei seinem neuen Dienstherrn, Graf Colloredo, mit einer repräsentativen Sinfoniesammlung Eindruck machen wollte. Bei gedruckten Sinfoniesammlungen war es damals üblich, dass die meist sechs Sinfonien in verschiedenen Tonarten standen. Eine mögliche Gruppierung kann so aussehen:
- KV 128, KV 129: sind als einzige dreisätzig;
- KV 130, KV 132: Besetzung mit vier Hörnern und ungewöhnliche Trios;
- KV 133, KV 134: Im ersten Satz beginnt die Reprise mit dem zweiten Thema.

Andererseits könnte man auch KV 130 und KV 134 zu einer Gruppe zählen, da hier Flöten statt Oboen eingesetzt werden.
Alfred Einstein (1953) wertet KV 129, KV 130, KV 132 und KV 133 als „Final-Sinfonien“ in dem Sinne, dass das Finale nun nicht mehr als leichtgewichtiges Kehraus auftritt, sondern zunehmend an Gewicht gegenüber dem Kopfsatz gewinnt.
Von mehreren Autoren wird KV 130 eine besondere Bedeutung zugewiesen:
- Alfred Einstein (1937)[4] schreibt: „Nach Besetzung, Ausdehnung und Gehalt eines der epochemachenden Werke in Mozarts Schaffen, seine erste große Sinfonie.“
- Bernhard Paumgartner (1957)[5] lobt: „Mit der F-Dur Symphonie hat Mozart binnen unglaublich kurzer Zeit einen neuen Typus in seinem symphonischen Œuvre geschaffen. Er ist damit um einen entscheidenden Schritt auf dem Wege durch die verschiedenen Einflusssphären zu sich selbst vorwärtsgekommen (…).“ Im Vergleich zu den Zeitgenossen hebe sich Mozarts Werk zunehmend ab: „(…) besser im Wurf, in der Fortspinnung der Themen, feinsinniger im Gefühl für die subtile Kunst der Innenvariation an Stelle bequemer Redikte, hinreißend im Aufleuchten einer geistvollen Rückführung, einer gemütvollen kantablen Wendung, im schlanken, untadeligen Wuchs der Ganzeit einer Symphonie, in der Vielfalt geheimer Beziehungen zwischen den Grundeinfällen, in der Präzision eines schier unfaßlichen Sinnes für den Klang (…). Unsere F-dur – Symphonie ist solch ein Beispiel früher persönlicher Bestätigung ihres jungen Meisters. Man müsste dafür hundert Stellen im Werk anführen, angefangen bei der fernwirkenden Kraft des Quartensprunges[6] im Hauptgedanken über die Coda des ersten Satzes hinweg, ins Andantio, ins Finale hinein, bis zur Vielfalt der Ideen in diesem sprühenden Satz.“
- Hermann Abert (1955)[7] meint, „dass Mozart hier erstmals den Versuch macht, vier Sätze zu einer strafferen, ideellen Einheit zusammenzuschließen und damit dem schwierigsten Problem der Sinfonik überhaupt näher zu treten. In K.-V 130 ist es die strenge thematische und kontrapunktische Arbeit und die geistvolle solistische Behandlung[8], die die Sätze verbindet.“

## Zur Musik
Besetzung: zwei Flöten, vier Hörner (zwei in C alto, zwei in F; im zweiten Satz zwei in B), zwei Violinen, Viola, Cello, Kontrabass. In zeitgenössischen Orchestern war es zudem üblich, auch ohne gesonderte Notierung Fagott und Cembalo (sofern im Orchester vorhanden) zur Verstärkung der Bass-Stimme bzw. als Generalbass-Instrument einzusetzen. Auffällig ist, dass keine Oboe verwendet wird.
Aufführungszeit: ca. 19–23 Minuten (je nach Einhaltung der vorgeschriebenen Wiederholungen).
Bei den hier benutzten Begriffen der Sonatensatzform ist zu berücksichtigen, dass dieses Schema in der ersten Hälfte des 19. Jahrhunderts entworfen wurde (siehe dort) und von daher nur mit Einschränkungen auf die Sinfonie KV 130 übertragen werden kann. – Die hier vorgenommene Beschreibung und Gliederung der Sätze ist als Vorschlag zu verstehen. Je nach Standpunkt sind auch andere Abgrenzungen und Deutungen möglich.

### Erster Satz: Allegro
F-Dur, 4/4-Takt, 132 Takte
Die Audiowiedergabe wird in deinem Browser nicht unterstützt. Du kannst die Audiodatei herunterladen.
Der Satz beginnt mit dem ersten Thema, das zunächst piano gehalten ist. Wesentliche Bestandteile sind die Quarte abwärts sowie „rhythmisch pointierte Repetitionen“ der 1. Violine, begleitet lediglich von 2. Violine (fallende Figur) und Viola (Viertelbewegung). Diese fünftaktige erste Themenhälfte wird forte vom gesamten Orchester wiederholt, ehe sich die zweite Themenhälfte piano anschließt, die ebenfalls (verkürzt) wiederholt wird. Die anschließende Passage ab Takt 18 enthält Läufe, Tremolo und Synkopen. In Takt 29 ist die Doppeldominante G-Dur erreicht, die zur Dominante C-Dur des folgenden zweiten Themas führt. Das zweite Thema (ab Takt 30, piano, C-Dur) besteht in der ersten Hälfte aus einer abgesetzten Figur der 1. Violine mit Trillern, zunächst nur begleitet von 2. Violine und Horn. Mit etwas umfangreicherer Besetzung wird die erste Hälfte des Themas wiederholt, ehe sich ab Takt 38 die zweite Themenhälfte mit ihrem zweitaktigen Motiv anschließt. Die Schlussgruppe ab Takt 62 enthält weitere Läufe, Tremolo sowie einen überraschenden weiteren Auftritt des ersten Themas in leicht veränderter Form. Mit einem Unisono-Motiv, das die Quarte abwärts wieder aufgreift, endet die Exposition.
In der recht kurzen Durchführung (Takt 63–83) tauchen Elemente des ersten Themas in versetztem Einsatz und verschiedenen Harmonien auf; teilweise entsteht eine leicht mehrstimmige Wirkung. Ab Takt 71 wechselt die Klangfarbe nach Moll. Die Reprise ab Takt 84 ist ähnlich der Exposition strukturiert. Je nach Standpunkt kann die letzten Takte mit Verlängerung des Quartmotivs als Coda ansehen.

### Zweiter Satz: Andantino grazioso
B-Dur, 3/8-Takt, 120 Takte, Violinen bis Takt 112 mit Dämpfern
Die Audiowiedergabe wird in deinem Browser nicht unterstützt. Du kannst die Audiodatei herunterladen.
Wie auch im Allegro, wird das erste Thema zunächst recht zurückhaltend von den Streichern im Piano vorgetragen. Es besteht aus zwei dreitaktigen Hälften, die Streicher ergänzen sich z. T. gegenstimmenartig. Ab Takt 11 wird das Thema wiederholt, nun vom ganzen Orchester und im Forte. Eine kurze Schlussformel des ersten Themas (Takt 17–20) leitet unmittelbar zum zweiten „Thema“ in der Dominante F-Dur über (zweitaktiges Motiv aus einem gebrochenen Akkord, Takt 20–24). Bis zum Ende der Exposition in Takt 39 werden im Schlussabschnitt noch zwei weitere Motive vorgestellt: eines mit Triller, das andere aus abgesetzter Bewegung, die zwischen den Flöten / der Viola sowie den Violinen aufgeteilt ist.
Die Durchführung (Takt 40–55) greift das erste Thema als Variante auf, schwenkt ab Takt 44 kurz nach Moll und ist mit insgesamt 15 Takten relativ kurz gehalten.
Die in Takt 56 beginnende Reprise ist ähnlich der Exposition aufgebaut. Ab Takt 88 kommt jedoch eine Erweiterung, die sich folgendermaßen gliedern lässt:
- neues Motiv 1 mit den Hörner in B, Takt 88–92;
- neues Motiv 2: Flöten mit abwärtsgehender Sechzehntel-Pendelfigur, Takt 93–96;
- neues Motiv 3: Hörner mit vorhaltartiger Figur, wird verkürzt wiederholt, Takt 97–100;
- dritter Auftritt des ersten Themas in der Tonika, Takt 104–109;
- drei Takte Schlussformel; Durchführung und Reprise werden wiederholt;
- nach der Wiederholung: ein mit „Coda“ überschriebener Abschnitt Takt 113–120 mit der ersten Hälfte vom ersten Thema im unisono und forte; Satzende mit Schlussakkorden.

Die Hörner bieten exotische Farbtupfer bzw. Melodieabschnitte. Howard Chandler Robbins Landon (1991) meint, dass der Klang „aus dem Nebel ist helle Sonnenlicht“ hervorbricht, wenn die Dämpfer für die Coda entfernt werden. Nach Robbins Landon hat Mozart als zweiten Satz zunächst „ein etwas komplizierteres Andante“ begonnen, dieses dann jedoch zugunsten des Andantinos verworfen.

### Dritter Satz: Minuetto
F-Dur, 3/4-Takt, mit Trio 38 Takte
Die Audiowiedergabe wird in deinem Browser nicht unterstützt. Du kannst die Audiodatei herunterladen.
Das energische Menuett ist mit seinen beiden achttaktigen Teilen kompakt gehalten. Kennzeichnend für die auftaktige Melodie mit ihrer Quarte am Anfang ist die durchlaufende Achtelbegleitung in pendelnden Sekunden. Der erste Teil besteht aus der viertaktigen Piano-„Frage“ der Streicher, die vom ganzen Orchester forte „beantwortet“ wird. Der zweite Teil spinnt das Material im versetzten Einsatz fort, wobei die durchlaufende Achtelbewegung bei begleitenden Hornfanfaren kurzzeitig dominant wird.
Eine Besonderheit stellt das Trio in C-Dur dar: es weist keine klare Melodie auf, sondern besteht aus einer kadenzartigen Abfolge von Harmonien. Der zweite Teil beginnt als Fanfare in G-Dur, ehe sich die Kadenzen fortsetzen. Insgesamt hat das Trio eine leicht „mittelalterliche“ Klangfarbe. Diese „Neigung zum Exzentrischen“ findet sich auch im Trio von der Sinfonie KV 132.
Die Audiowiedergabe wird in deinem Browser nicht unterstützt. Du kannst die Audiodatei herunterladen.

### Vierter Satz: Allegro molto
F-Dur, 4/4-Takt, 196 Takte
Die Audiowiedergabe wird in deinem Browser nicht unterstützt. Du kannst die Audiodatei herunterladen.
Das erste Thema besteht aus zwei viertaktigen, identischen Hälften mit signalartigem Quartsprung F – C abwärts (Tonika – Dominante) und wieder nach F kadenzierende Figur mit Achtellauf und Tonrepetition. Der anschließende Forte-Block ist anfangs durch seine auf- und abgehenden Schreitfigur in Vierteln geprägt, danach wird das vorher begleitende Tremolo bei Reduzierung der Schreitfigur und Verkleinerung der Notenwerte (Achtel) dominant.
Das zweite Thema in C-Dur (Takt 22–30) besteht aus dem kontrastierenden Wechsel einer von Pausen unterbrochenen Aufwärtsbewegung der Violinen im Piano, „beantwortet“ von Forte-Einwürfen des ganzen Orchesters mit Tremolo. Wie auch im ersten und zweiten Satz, ist der Abschnitt vom zweiten Thema bis zum Ende der Exposition erweitert, hier in besonderem Maße. Es treten mehrere neue Motive / Themen auf, die aus Läufen, Tremolo, Synkopen und Wiederholungen (z. B. echohafte Wiederholung von Forte und Pianissimo: Takt 59/60) bestehen. Auffällig ist
neben dem tänzerischen Vorschlags-Motiv (Takt 51–54) der chromatisch gehaltene Abschnitt (Takt 42–50) für Streicher, der je nach Standpunkt als drittes Thema interpretiert werden kann. Nachdem das musikalische Geschehen ab Takt 66 an Tempo zulegt, wird die Bewegung in Takt 72 abrupt unterbrochen. Die anschließende Schlussgruppe bringt zunächst ein zum vorigen Geschehen kontrastierendes, zweimal ansetzendes Piano-Motiv in Vierteln („viertes Thema“, C-Dur), ehe Akkordmelodik die Exposition in C-Dur beendet.
Die Durchführung greift verschiedene Motive der Exposition (z. B. vom tänzerischen Vorschlags-Motiv aus Takt 51) auf. Gemessen an der 83-taktigen Exposition wirkt die Durchführung mit 23 Takten recht kurz. Die Reprise ist ähnlich der Exposition strukturiert, in ihren Harmonien aber leicht verändert.